# Spinularia
Spinularia is een geslacht van sponsdieren uit de klasse van de Demospongiae (gewone sponzen).

## Soorten
- Spinularia australis Lévi, 1993
- Spinularia spinularia (Bowerbank, 1866)